# Lời tiên tri
Lời tiên tri hay dự ngôn là một thông điệp được một vị tiên tri tuyên bố là đã được một vị thần truyền đạt cho họ, thường thông qua trạng thái khải tượng. Những thông điệp như vậy thường liên quan đến cảm hứng, giải thích hoặc mặc khải về ý chí thiêng liêng liên quan đến thế giới xã hội của nhà tiên tri và các sự kiện sắp tới (so sánh kiến thức thiêng liêng). Lời tiên tri thường được tung ra nhằm mục đích chính trị. Trong một số trường hợp, người ta cũng gọi những dự đoán trước một thời gian dài với độ chính xác cao là những lời tiên tri.

## Định nghĩa

Cuộc cách mạng năm 1831. Như lời tiên tri của nhà chiêm tinh học, Tướng Ikey Wether-Bridge

- Maimonides cho rằng "lời tiên tri là, trong sự thật và thực tế, một sự phát ra từ Thiên Chúa thông qua phương tiện của Trí tuệ Chủ động, trong trường hợp đầu tiên đưa đến lý trí của con người, và trường hợp sau đưa đến trí tưởng tượng của anh ta".[3]
- Quan điểm của Maimonides liên quan chặt chẽ đến định nghĩa của Al-Fârâbî, người đã phát triển lý thuyết tiên tri trong đạo Hồi.
- Phần lớn hoạt động của các nhà tiên tri trong Cựu Ước liên quan đến các cảnh báo có điều kiện hơn là tương lai bất biến.[4] Một bản tóm tắt về một công thức tiên tri trong Cựu Ước tiêu chuẩn có thể chạy: Hãy ăn năn tội lỗi X và sống tốt, nếu không thì hậu quả Y sẽ xảy ra.
- Saint Paul nhấn mạnh đến sự phù hợp, khuyên nhủ và thoải mái trong một định nghĩa về tiên tri.[5]
- Từ điển bách khoa Công giáo định nghĩa một quan niệm của Kitô giáo về tiên tri là "hiểu theo nghĩa chặt chẽ của nó, nó có nghĩa là sự biết trước về các sự kiện trong tương lai, mặc dù đôi khi nó có thể áp dụng cho các sự kiện trong quá khứ không có ký ức và trình bày những điều ẩn giấu không thể biết được bằng sức mạnh tự nhiên của lý trí ".[6]
- Theo nhà bí truyền phương Tây Rosemary Guiley, khả năng thấu thị đã được sử dụng  như một sự bổ sung cho "bói toán, tiên tri và ma thuật".[7]
- Từ quan điểm hoài nghi, một câu châm ngôn Latin tồn tại: "lời tiên tri được viết sau thực tế" (vaticinium ex eventu).[8] Torah Do Thái đã đề cập đến chủ đề của tiên tri giả (Deuteronomy 13: 2-6, 18: 20-22).[9]

## Đức tin Baha'i
Vào năm 1863, Bahá'u'lláh, người sáng lập Tín ngưỡng Bahá'í, đã tuyên bố là nhân vật lộn xộn được hứa hẹn của tất cả các tôn giáo trước đây và là Biểu hiện của Thiên Chúa, một loại tiên tri trong các tác phẩm của Bahá'í phục vụ như là trung gian giữa thần thánh và nhân loại và người nói với giọng nói của một vị thần. Bahá'u'lláh tuyên bố rằng, trong khi bị giam cầm tại Siyah-Chal ở Iran, ông đã trải qua một loạt các kinh nghiệm thần bí bao gồm có một tầm nhìn về Tiên nữ Thiên đàng, người đã nói với ông về sứ mệnh thiêng liêng của chính ông, và lời hứa về sự trợ giúp thiêng liêng; Trong niềm tin của Bahá'í, Tiên nữ Thiên đàng là một đại diện của sự thiêng liêng.

## Phật giáo
Haedong Kosung-jon (Tiểu sử của các cao tăng) ghi lại rằng vua Beopheung của Silla đã muốn tuyên bố Phật giáo là quốc giáo. Tuy nhiên, các quan chức trong triều đình của vua đã phản đối ông. Vào năm thứ mười bốn dưới triều đại của ông, "Thư ký lớn" của Beopheung, Ichadon, đã nghĩ ra một chiến lược để vượt qua sự phản đối của tòa án. Ichadon đã âm mưu với nhà vua, thuyết phục ông đưa ra một tuyên bố cho Phật giáo được chính thức trên toàn quốc bằng cách sử dụng con dấu hoàng gia. Ichadon nói với nhà vua phủ nhận đã tuyên bố như vậy khi các quan chức đối lập nhận được nó và yêu cầu một lời giải thích. Thay vào đó, Ichadon sẽ thú nhận và chấp nhận hình phạt xử tử, và sẽ nhanh chóng được nhận ra là một sự giả mạo.
Ichadon đã tiên tri với nhà vua rằng trong cuộc hành quyết của mình, một phép lạ tuyệt vời sẽ thuyết phục được phe phái đối lập với quyền lực của Phật giáo. Kế hoạch của Ichadon đã đi theo đúng kế hoạch, và các quan chức chống đối đã cắn câu. Khi Ichadon bị xử tử vào ngày 15 của tháng 9 năm 527, lời tiên tri của ông đã được thực hiện; Trái đất rung chuyển, mặt trời tối sầm, những bông hoa xinh đẹp từ trên trời rơi xuống, cái đầu bị cắt đứt của ông bay đến ngọn núi Geumgang linh thiêng và sữa thay vì máu phun ra 100 feet từ xác chết bị chặt đầu của ông. Điềm báo đã được các quan chức tòa án đối lập chấp nhận như là một biểu hiện của sự chấp thuận của thiên đàng và Phật giáo đã trở thành quốc giáo của nước này vào năm 527.

## Trung Quốc
Trong tiếng Trung Quốc cổ đại, các văn bản tiên tri được gọi là sấm (谶) hay Sấm truyền. Lời tiên tri nổi tiếng nhất của Trung Quốc là Thôi bối đồ (推背圖).

## Việt Nam
Một vài nhân vật có những văn bản hay lời tiên tri nổi tiếng ở Việt Nam như trong lịch sử của Nguyễn Bỉnh Khiêm hay như những phát biểu được cho là "tiên đoán" của Võ Nguyên Giáp, Hồ Chí Minh trong thời hiện đại về thành quả cách mạng.